# Milon no Hoshizora Shabon
Milon no Hoshizora Shabon (ミロンのほしぞらしゃぼん?)  es un videojuego de tipo puzle para Teléfonos Móviles perteneciente a la serie Milon's Secret Castle. Fue publicado por Hudson Soft el 5 de julio de 2004, solo en Japón.